# توم مارتن (لاعب هوكي الجليد)
توم مارتن هو لاعب هوكي الجليد كندي، ولد في 16 أكتوبر 1947 في تورونتو في كندا.

## وصلات خارجية
- توم مارتن على موقع دوري الهوكي الوطني (الإنجليزية)
- توم مارتن على موقع قاعة مشاهير الهوكي (لاعب أن.إتش.أل) (الإنجليزية)
- توم مارتن على موقع EliteProspects.com (الإنجليزية)
- توم مارتن على موقع HockeyDB.com (الإنجليزية)
- توم مارتن على موقع Hockey-Reference.com (الإنجليزية)